# Монаши (хребет)
Монаши (англ. Monashee Mountains) — горный хребет, расположенный главным образом на юго-востоке канадской провинции Британская Колумбия, а также на северо-востоке штата Вашингтон, США. Является частью горного массива Колумбия. Простирается примерно на 530 км с севера на юг и на 150 км с запада на восток. Восточной границей хребта служит река Колумбия и озёра Арроу, за которыми располагается уже хребет Селкерк. На западе Монаши ограничивает река Томпсон, северной границей является долина Робсон вблизи деревни Валемут. На юг хребет продолжается вплоть до слияния рек Кеттл и Колумбия, а также дальше на юго-запад, в виде горной местности Оканоган вплоть до впадения реки Оканоган в Колумбию.
Высшими точками хребта являются:
| Название  | Высота (м.) |
| --------- | ----------- |
| Монаши    | 3274        |
| Хэллам    | 3205        |
| Тор       | 3146        |
| Один      | 2971        |
| Кранберри | 2872        |